# Binnenmolen (Zevenaar)
De Binnenmolen was een torenmolen in Zevenaar in de Nederlandse provincie Gelderland.
Zevenaar behoorde vroeger tot het hertogdom Kleef. Nadat Zevenaar in 1487 stadsrechten had gekregen, kreeg het ook een eigen banmolen. Hier moesten de inwoners van de stad hun graan laten malen, terwijl de inwoners van het omliggende land van De Buitenmolen gebruik moesten maken. Het bouwjaar van de binnenmolen ligt vermoedelijk tussen 1487 en 1549. Na 1886 werd het maalbedrijf verplaatst naar de Buitenmolen. Eind negentiende eeuw was de molen reeds een ruïne. Deze ruïne, die kruittoren werd genoemd, is in 1909 gesloopt.
In mei 1978 stuitte men bij grondwerkzaamheden op de resten van deze molen. De gemeente Zevenaar liet enig onderzoek verrichten, maar de resten werden niet verder blootgelegd. De resten liggen ongeveer een meter onder het maaiveld nabij de Grietsestraat.